# Henrike Knörr
Henrike Knörr Borràs (Tarragona, 2 de marzo de 1947-Vitoria, 30 de abril de 2008) fue un filólogo y académico español dedicado al estudio del euskera, especialmente la onomástica y la toponimia.

## Biografía
Nacido en Tarragona el 2 de marzo de 1947, se trasladó de niño a Vitoria con su familia. Era hijo del militar alavés Román Knörr y Elorza, hermano del político y cantautor Gorka Knörr, sobrino de José María Knörr, creador de los refrescos Kas, y padre del emprendedor tecnológico e inversor Eneko Knörr. 
Se licenció en Filosofía y Letras en la Universidad Central de Madrid, y se doctoró en 1987 en Filología Vasca en la Universidad del País Vasco. Fue catedrático de Filología Vasca en la UPV, y académico numerario de la Real Academia de la Lengua Vasca. Entre su obra de onomástica destacan títulos como Nombres vascos de persona: cuestiones históricas y de normalización y Fontes linguae vasconum.
Falleció el 30 de abril de 2008 en Vitoria.

## Obras
- Araba Zabaldua (1993).[4]
- Joannes Leizarraga (1996).[3]
- Ibon Sarasola: Euskal Hiztegia (1997).[3]
- Lo que hay que saber sobre la lengua vasca en Alava / Arabako euskarari buruz jakin behar dena (1998).[4][3]
- Arabako euskara. Ikerketak eta testuak (1998).[4]
- Nombres vascos de persona: cuestiones históricas y de normalización (1998).[3]
- Hitzaurrea (2001).[3]
- Justo Garate euskalari (2002).[3]